# Philip Herbert Cowell
Philip Herbert Cowell (Calcutta, 7 agosto 1870 – Aldeburgh, 6 giugno 1949) è stato un astronomo britannico.
Dopo gli studi all'Eton College e al Trinity College di Cambridge, divenne nel 1896 secondo assistente all'Osservatorio di Greenwich. Tra il 1910 e il 1930 fu sovrintendente dell'Ufficio dell'Almanacco Nautico di Suà Maestà.
I suoi lavori si concentrarono sulla meccanica celeste. Da lui prende il nome il metodo di integrazione numerica per la determinazione delle orbite dei corpi minori del sistema solare.
Il Minor Planet Center gli accredita la scoperta dell'asteroide 4358 Lynn effettuata il 5 ottobre 1909.
Divenne membro della Royal Society nel maggio 1906. Gli fu attribuita la Medaglia d'Oro della Royal Astronomical Society nel 1911.
Gli è stato dedicato l'asteroide 1898 Cowell.